# Biểu bạ tào
Biểu bạ tào (表簿曹, Imperial Records Section) là một trong 4 tào Nội các (Bí thư tào, Biểu bạ tào, Thừa vụ tào, Thượng bảo tào) thời Nguyễn Minh Mạng. Biểu bạ tào coi giữ châu bản ngự bút, châu phê, châu điểm, châu khuyên, châu mạt, châu cải cùng những phó bản biểu chương, sổ sách.
Biểu bạ tào được đặt ra vào năm Minh Mạng 10 (1829) khi vua chuẩn việc lập cơ quan Nội Các.
Năm Thiệu Trị 4 (1844), Biểu bạ tào được đổi tên thành Bản chương sở, chia làm 3 chương là chương Lại Hộ, chương Lễ Binh, chương Hình Công.
Các châu bản triều Nguyễn do Biểu bạ tào giữ, còn lưu được đến ngày nay, là một di sản quý và đã được UNESCO công nhận là Di sản tư liệu Chương trình Ký ức thế giới Khu vực châu Á - Thái Bình Dương.

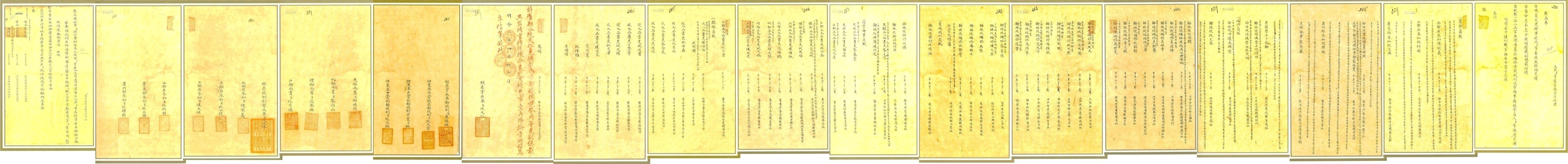
Châu bản triều Nguyễn (阮朝硃本) về thực thi chủ quyền ở Hoàng Sa (黄沙), ngày 5 tháng 4 năm Tân Tỵ niên hiệu Minh Mạng thứ 2 (06 tháng 5 năm 1821).